# Bűdszentmihály
Bűdszentmihály a mai Tiszavasvári város egyik történelmi alkotórészének, majd egészének neve 1952-ig. Először 1941-ben, majd 1950-ben ismét magába olvasztotta Tiszabűdöt, mely 1941-ig és 1946-50 között önálló község volt. A Tiszavasvári nevet az egyesült település 1952-ben vette fel.
A tiszabűdiek először nem fogadták el az összeolvadást, és 1946-ban visszanyerték községi önállásukat, de csak négy évre. 1950-ben a települések ismét egyesültek, ismét Bűdszentmihály néven. A békétlenség azonban tovább tartott, és ennek eredménye volt az a kompromisszum, hogy 1952-től Tiszavasvári lett a név (a Tiszabűdön született Vasvári Pálról.)
Bűdszentmihály egyik felét nevezték Szentmihálynak, másik felét Tiszabűdnek, amit egyszerűen Bűdnek is hívtak. Szentmihályon valamikor zsidó hitközség is létezett, a mai Találkozások Háza helyén állt a zsinagóga.
A településtől északra halad el a szarmaták által 324 és 337 között épített, az Alföldet körbekerülő Csörsz-árok vagy más néven Ördögárok nyomvonala.

## Híres szülöttei
- Dr. Alberth Béla szemész professzor (1924–2006)
- Dessewffy Marcel jogász
- Dezső Márta alkotmányjogász, egyetemi tanár (1950)
- Dohos László ezredes, a Magyar Honvédség főkarmestere
- Grunfeld Shimon - Rabbi  (1860 - 1930)
- Kabay János gyógyszerész, aki kidolgozta, hogyan lehet mákból előállítani a morfiumot. (Ennek köszönheti alapítását az Alkaloida gyár.)
- Koncz Zoltán festő (1915–1994)
- kisszántói Pethe Ferenc mezőgazdasági szakíró (1762–1832)
- Takács Péter történész (1941–)